# Второе послание к Коринфянам
Второе послание к Кори́нфянам (др.-греч. Β΄ Ἐπιστολὴ πρὸς Κορινθίους, лат. Epistula II ad Corinthios) — книга Нового Завета.

## История
Послание написано апостолом Павлом, адресовано христианской общине города Коринф, расположенного на коринфском перешейке между полуостровом Пелопоннес и основной Грецией. Община Коринфа, в древние времена большого портового города, была основана самим апостолом Павлом около 50 года во время его второго путешествия.
Послание написано в 57 году в Македонии (2Кор. 7:5), куда Павел бежал из охваченного мятежом Эфеса. По сведениям из Деяний Апостолов (Деян. 20:1) Павел в 57 году путешествовал по Македонии, затем посетил Ахайю, в том числе Коринф и затем праздновал Пасху 58 года в македонском городе Филиппах. Послание написано вскоре после 1-го послания, но до второго посещения Коринфа. Написанию послания предшествовало путешествие Тита в Коринф (2Кор. 7:7), который и сообщил Павлу реакцию на 1-е послание.
Возможно под именем «второго послания» были объединены несколько независимых посланий, на что указывает его некая разнородность.
Два послания к коринфянам, вошедшие в канон Нового Завета, были не единственными — в обоих посланиях упоминаются другие послания к этой общине, не дошедшие до нас (1Кор. 5:9; 2Кор. 2:3).

## Основные темы
- Приветствие и благодарение Богу (глава 1; 2:12—17)
- Прощение покаявшегося (2:1—12)
- Величие веры в Христа и Нового Завета (глава 3; 4)
- Новая жизнь во Христе (глава 5; 6:1—10)
- Любовь апостола к коринфянам и похвала за искреннее раскаяние (6:11—18; глава 7)
- Пример верных Македонии для коринфян (8:1—15)
- Поручение Титу и его спутникам (8:16—24)
- О милосердии и помощи братьям (глава 9)
- Служение апостола (глава 10; 11)
- Восхищение в рай (12:1—9)
- О накоплении и наследстве (12:14)
- Заботы и увещевания апостола (12:10—21; глава 13)

Павел во 2-й и 3-х главах отмечает, что коринфяне огорчились в ответ на его первое послание. Особое место в послании занимает призыв к пожертвованиям (2Кор. 9:5).
В начале 12-й главы приводится достаточно загадочный отрывок о некоем человеке, который был 14 лет назад восхищен в рай (греч. παράδεισον) третьего неба. Большинство комментаторов[каких?] полагает, что под этим мужем апостол Павел имел в виду себя самого. Однако в результате этого путешествия Павел получил «жало в плоть» и ангела сатаны.
Заканчивается послание фразой «Благодать Господа нашего Иисуса Христа, любовь Бога Отца, общение Святого Духа да будут со всеми вами», которая получила литургическое употребление, как на Востоке, так и на Западе.
Павел называет Христа «образом Бога» (греч. εἰκὼν τοῦ Θεοῦ — 2Кор. 4:4)

## Цитаты
- Буква убивает — дух животворит (греч. γράμμα ἀποκτέννει, τὸ δὲ πνεῦμα ζῳοποιεῖ — 2Кор. 3:6)